# Soy (álbum de Lali)
Soy es el segundo álbum de estudio de la actriz y cantante argentina Lali, publicado el 20 de mayo de 2016 a través de la compañía discográfica Sony Music. Es el primer álbum que le otorgó a Lali popularidad a nivel internacional.

## Antecedentes
En una entrevista para el periódico argentino La Nación en junio de 2015, Espósito confirmó que había empezado a trabajar en su segundo álbum de estudio mientras se encontraba en la gira A Bailar Tour y entre grabaciones de la telenovela que protagonizó en 2015, Esperanza mía. En la misma entrevista, la cantante declaró: "el segundo disco aprieta más en todo, en el hip hop, en el dance; se define más. Va a ser un disco bien rítmico, bien para bailar, pero ese título ya lo usé". En una entrevista para la revista Rolling Stone, Espósito admitió: "Estoy muy copada con el soul y el gospel. Pero también quiero apretar las tuercas del dance y el hip-hop musicalmente, porque en mis shows las coreografías son una parte esencial.". Después de tomarse unas pequeñas vacaciones en enero de 2016, Espósito comenzó a grabar el álbum y en abril de ese mismo año, viajó a Miami para mezclarlo en The Hit Factory. En una entrevista con Intrusos, Espósito dijo: "Hay cosas que tienen que ver con mi relación con Mariano (Martínez) y otras cosas con mi relación anterior (por Benjamín Amadeo). Todos los temas tienen algo. El disco se llama 'Soy' porque hablo de verdad de lo que pienso y lo que siento. Es superpersonal". Sobre el álbum, Espósito declaró: "es carne viva, son las canciones que escribí, es algo que estaba esperando hace mucho tiempo". En una entrevista con El Telégrafo, Espósito admitió que de las veinte canciones que fueron escritas para el álbum, sólo trece fueron incluidas en él. En cuanto a las canciones excluidas, Espósito no descartó la posibilidad de incluirlas en una edición deluxe o en su próximo álbum.

## Lanzamiento y promoción
El 28 de abril de 2016, Espósito reveló el título y portada del álbum mediante un concurso para los fanes. La preventa del álbum comenzó el 2 de mayo de 2016. Una fiesta de lanzamiento para mil de aquellos que habían comprado el álbum en la preventa se llevó a cabo el 20 de mayo de 2016. Para promover el álbum, Espósito hizo algunas entrevistas en programas de radio y televisión. A pocas horas de su lanzamiento, el álbum recibió una certificación de oro por parte de Cámara Argentina de Productores de Fonogramas y Videogramas (CAPIF) por vender más de 20 000 copias en Argentina. Soy alcanzó el segundo puesto en las listas de iTunes de países como Argentina, Colombia, Perú e Israel, imposibilitado de alcanzar el número uno por Dangerous Woman de Ariana Grande.

### Gira mundial
Espósito anunció las fechas de la primera fase de la gira Soy Tour el 27 de mayo de 2016. La gira comenzó el 8 de septiembre de 2016 en Buenos Aires, Argentina y viajará por América Latina, Europa y Oriente Medio.

## Recepción

### Comentarios de la crítica
El álbum recibió «las mejores reseñas por parte de la crítica». Jorge Luis Santa María del sitio mexicano Digitall Post resumió que Soy es «un disco que la muestra (a Espósito) tal cual es, sin barreras, con las historias que una persona de su edad puede vivir y ver». Belén Fourment del diario uruguayo El País opinó  que «es cierto que hay cierta esquizofrenia en Soy, que salta de un género a otro sin amortiguar demasiado las caídas. Pero Espósito da un paso más con este disco, experimenta, se muestra, y eso siempre es valioso.» En la misma entrevista, se dice que el álbum «en esencia es electropop, con pasajes muy explosivos y algunas guitarras distorsionadas que se cuelan, pero tiene algunos giros llamativos».
Jenny Morgan de Pop en Español reseñó que «el álbum recorre un rango de géneros, incluyendo el dance, club, pop, rock, y soul» y que «el rango vocal de Lali se adapta bien a cada uno de los ritmos que incluyó en él». Además, el crítico comparó el sonido de Espósito con el de Belinda pero «con una mejor voz». Morgan aseguró que Espósito «romperá récords con este álbum» y le dio cuatro estrellas y media de cinco. Billboard Brasil nombró a Soy como uno de los mejores álbumes de 2016 y declaró que es «un álbum muy diverso al que no le hace falta nada».

### Recibimiento comercial
En Uruguay, el álbum también debutó en el número uno en la lista oficial del país, en mayo de 2016; y se mantuvo en la cima durante cuatro meses consecutivos. Para finales del mismo año, la Cámara Uruguaya de Productores de Fonogramas (CUD) le otorgó un disco de oro.
También obtuvo buenos resultados comerciales en España e Italia; en el primero, llegó a la seis posición de la lista elaborada por los Productores de Música de España. Mientras tanto, en el segundo país, ingresó el 22 de septiembre de 2016 en la posición séptima y fue el álbum en español mejor ubicado en las listas de la semana.

## Premios y nominaciones
| Año  | Premio                | Categoría                        | Resultado | Ref(s). |
| ---- | --------------------- | -------------------------------- | --------- | ------- |
| 2017 | Premios Carlos Gardel | Mejor álbum artista femenina pop | Nominada  | [ 21 ]  |

## Contenido musical

### Sencillos
«Único» fue lanzado como sencillo promocional el 20 de marzo de 2016. La canción estaba destinada a ser el sencillo principal de Soy, pero luego fue cambiada por «Soy». Espósito presentó la canción antes de su lanzamiento en dos shows del A Bailar Tour en Buenos Aires los días 18 y 19 de marzo de 2016. Acerca del significado, Espósito declaró que «Único» se trata de "amores tan profundos y cruciales que merecen escuchar que fueron únicos, diferentes, y que modificaron nuestro corazón." La cantante además admitió que la canción fue escrita para su exnovio Benjamín Amadeo al decir que «es para quien cambió mi manera de ver el amor . Tal fue ese amor que me dejó volar aún sufriendo. Un amor único que siempre voy a recordar como una gran verdad. En mi caso, es para alguien muy especial con quien compartí años y vida real. «Único» es para todos aquellos que aman más allá de una despedida».
El sencillo principal homónimo «Soy» fue lanzado como sorpresa el 5 de mayo de 2016, junto con la preventa del álbum. Espósito dijo que la canción es "la definición simple y a la vez profunda de comprender que significa ser uno mismo. Son mis pensamientos, dolores felicidades, historias y creencias hechas canción; música que nos hace sentir vivos, que nos hace ser. «Soy» es soy yo." La canción alcanzó el puesto número 10 en el Top 20 de canciones nacionales de Argentina y el número 15 en el Top 20 de canciones pop de Ecuador, ambas proporcionadas por Monitor Latino.
El 4 de septiembre de 2016, «Boomerang» fue enviada a algunas radios como segundo sencillo del álbum. El video musical de la canción se estrenó el 7 de septiembre.
«Ego» se lanzó como el tercer sencillo de Soy. Su video musical fue grabado en Villa La Angostura, Argentina, a principios de noviembre de 2016. La canción fue comparada con el sencillo promocional «Único» como composiciones no directamente compatibles, pero que claramente se refieren a momentos de la vida distintos de una chica que se sigue animando a escribir, ahora desde un lugar más íntimo.

### Canciones
«Tu revolución», la tercera canción de Soy, es descripta como el track más singular del disco, un dub en versión 3.0 en el que Espósito se arriesga con una mirada menos yoista tratando de enviarle a su joven público un mensaje reflexivo. "Es un esfuerzo que se le valora, sobre todo cuando se le venía reclamando por la superficialidad de su primer bloque de canciones solistas (las de A bailar)". El octavo título de Soy, «Mi religión», es descripta, junto con «Soy», como las más personales del álbum. «Amor es presente» es una balada down tempo con unos coros que emulan al gospel y unos arreglos tan clásicos del pop que hacen pensar en Bandana. La última canción del álbum, «Reina», es un tributo a la banda británica de rock Queen, una de las mayores influencias de la cantante. "La canción tiene un piano y un final que recuerdan a "Bohemian Rhapsody" y hasta un solo de guitarra al estilo de Brian May".
«Ego», «Boomerang» y «Ring Na Na», la quinta, sexta y decimoprimer canción, respectivamente, son las únicas en el álbum que contaron con coescritores en su composición: Gavin Jones, Tobias Lundgren, Johan Fransson y Tim Larsson en la primera, Will Simm y Ayak Thiik en «Boomerang», y Michael Angelo, Eric McCarthy y David Kaneswaran en la última, además de Espósito y sus productores, Gustavo Novello, Pablo Akselrad y Luis Burgio. Esta última es descripta como una canción de amor que distingue entre un estilo dancehall y un pop sexy. «Lejos de mí» es descripta como "una canción fuerte que empodera todo lo demás en el álbum" por Jenny Morgan de Pop en Español. El crítico además comparó la canción con el estilo rock-opera de Mónica Naranjo en su álbum 4.0.

## Lista de canciones
- Edición estándar:[27]

| Soy |                    |                                                                                         |                                            |          |  |
| N.º | Título             | Escritor(es)                                                                            | Productor(es)                              | Duración |  |
| 1.  | «Soy»              | Mariana Espósito Gustavo Novello Pablo Akselrad Luis Burgio                             | 3musica                                    | 3:31     |  |
| 2.  | «Único»            | Espósito Novello Akselrad Burgio                                                        | 3musica                                    | 3:42     |  |
| 3.  | «Tu revolución»    | Espósito Novello Akselrad Burgio                                                        | 3musica                                    | 3:48     |  |
| 4.  | «Cree en mí»       | Espósito Novello Akselrad Burgio                                                        | 3musica                                    | 3:53     |  |
| 5.  | «Irresistible»     | Espósito Novello Akselrad Burgio                                                        | 3musica                                    | 3:22     |  |
| 6.  | «Ego»              | Gavin Jones Tobias Lundgren Johan Fransson Tim Larsson Espósito Novello Akselrad Burgio | Tobias Lundgren Johan Fransson Tim Larsson | 3:51     |  |
| 7.  | «Boomerang»        | Will Simm Ayak Thiik Espósito Novello Akselrad Burgio                                   | 3musica Will Simm                          | 4:26     |  |
| 8.  | «Mi religión»      | Espósito Novello Akselrad Burgio                                                        | 3musica                                    | 4:04     |  |
| 9.  | «Lejos de mí»      | Espósito Novello Akselrad Burgio                                                        | 3musica                                    | 4:05     |  |
| 10. | «Amor es presente» | Espósito Novello Akselrad Burgio                                                        | 3musica                                    | 3:12     |  |
| 11. | «Ring na na»       | Eric McCarthy David Kaneswaran Espósito Novello Akselrad Burgio Michael Angelo          | Michael Angelo                             | 3:49     |  |
| 12. | «Bomba»            | Espósito Novello Akselrad Burgio                                                        | 3musica                                    | 2:54     |  |
| 13. | «Reina»            | Espósito Novello Akselrad Burgio                                                        | 3musica                                    | 3:37     |  |

- Edición en vinilo[28]

| Soy |         |                                  |               |          |  |
| N.º | Título  | Escritor(es)                     | Productor(es) | Duración |  |
| 12. | «Reina» | Espósito Novello Akselrad Burgio | 3musica       | 3:37     |  |

## Posicionamiento en listas
| Lista (2016)         | Mejor posición |
| -------------------- | -------------- |
| Argentina (CAPIF)    | 1              |
| España (PROMUSICAE)  | 6              |
| Italia (FIMI)        | 5              |
| Israel (IFPI Israel) | 1              |
| México (AMPROFON)    | 27             |
| Perú (UNIMPRO)       | 31             |
| Venezuela (APFV)     | 1              |

| Lista (2016)      | Mejor posición |
| ----------------- | -------------- |
| Argentina (CAPIF) | 1              |
| Uruguay (CUD)     | 1              |

| Lista (2020)  | Mejor posición |
| ------------- | -------------- |
| Uruguay (CUD) | 15             |

## Certificaciones
| País      | Organismo certificador | Certificación | Ventas certificadas | Ref.   |
| --------- | ---------------------- | ------------- | ------------------- | ------ |
| Argentina | CAPIF                  | Oro           | 20 000              | [ 26 ] |
| Uruguay   | CUD                    | Oro           | 2 000               | [ 18 ] |

## Historial de lanzamientos
| País        | Fecha                    | Versión          | Formato                    | Discográfica         | Ref.   |
| ----------- | ------------------------ | ---------------- | -------------------------- | -------------------- | ------ |
| Varios      | 20 de mayo de 2016       | Versión estándar | Descarga digital streaming | Sony Music           | [ 27 ] |
| Argentina   | 20 de mayo de 2016       | Versión estándar | CD                         | Sony Music           | [ 36 ] |
| Uruguay     | 3 de junio de 2016       | Versión estándar | CD                         | Sony Music           | [ 37 ] |
| Perú        | 10 de junio de 2016      | Versión estándar | CD                         | Sony Music           | [ 38 ] |
| Venezuela   | 10 de junio de 2016      | Versión estándar | CD                         | Sony Music           | [ 39 ] |
| Chile       | 15 de junio de 2016      | Versión estándar | CD                         | Sony Music           | [ 40 ] |
| Costa Rica  | 17 de junio de 2016      | Versión estándar | CD                         | Sony Music           | [ 41 ] |
| Ecuador     | 20 de junio de 2016      | Versión estándar | CD                         | Sony Music           | [ 42 ] |
| España      | 24 de junio de 2016      | Versión estándar | CD                         | Sony Music           | [ 43 ] |
| Paraguay    | 11 de julio de 2016      | Versión estándar | CD                         | Sony Music           | [ 44 ] |
| Israel      | 14 de julio de 2016      | Versión estándar | CD                         | Sony Music NMC Music | [ 45 ] |
| México      | 15 de julio de 2016      | Versión estándar | CD                         | Sony Music           | [ 14 ] |
| Italia      | 16 de septiembre de 2016 | Versión estándar | CD                         | Sony Music Ariola    | [ 46 ] |
| El Salvador | 11 de noviembre de 2016  | Versión estándar | CD                         | Sony Music           |        |
| Argentina   | 30 de noviembre de 2016  | Versión estándar | Vinilo                     | Sony Music           | [ 28 ] |